# Christy Haney
Pour les articles homonymes, voir Haney.
Pas d'image ? Cliquez ici

a Compétitions nationales et continentales officielles uniquement.

b Matchs officiels uniquement.
Dernière mise à jour le 6 octobre 2024.
Christy Haney, née le 2 février 1994 à Leesburg (États-Unis), est une joueuse internationale irlandaise de rugby à XV, évoluant au poste de pilier. Elle joue au Blackrock College RFC et représente la province du Leinster dont elle est co-capitaine.

## Biographie
Christy Haney est née le 2 février 1994 à Leesburg aux États-Unis. Elle pratique longtemps le softball. Elle découvre le rugby à XV par l'intermédiaire d'un prospectus distribué par les joueuses du club local cherchant à attirer de nouvelles filles. Elle participe à son premier entrainement un mardi et joue son premier match le samedi, déjà au poste de pilier. Elle a dix-huit ans et n'a jamais pratiqué de sport de contact. Deux ans plus tard, elle est sélectionnée en équipe nationale universitaire. C'est cette première expérience du haut niveau qui va lui donner envie de pousser sa pratique.
Elle est liée à l'Irlande par une grand-mère de Borrisokane, dans la région de Tipperary. Elle y part en 2016 pour poursuive ses études (un master en ingénierie structurelle) tout en continuant à jouer au rugby, si possible à haut niveau. Son premier club sur place est le St. Mary's RFC, à Dublin. C'est la première fois qu'elle se rend en Europe.
Elle poursuit sa progression, au point d'être sélectionnée avec la province du Leinster.
Elle devient internationale irlandaise lors du Tournoi des Six Nations 2022, en sortie de banc contre la France,. 
En janvier 2023, elle est nommée co-capitaine du Leinster, en compagnie de Hannah O'Connor. Elle est titularisée à quatre reprises pendant le Six Nations[réf. nécessaire].
Au mois de septembre, son équipe du Leinster remporte le championnat inter-provinces, compétition que le Leinster n'avait plus gagné depuis 2019. En fin d'année, elle participe au WXV 3, organisé en Afrique du Sud. Elle participe ensuite à la deuxième édition du Celtic Challenge, avec l'équipe des Wolfhounds, qui remporte la compétition. Elle dispute ensuite le Tournoi des Six Nations (cinq fois titulaire) où les Irlandaises se classent troisièmes et se qualifient pour la Coupe du monde 2025.[réf. nécessaire]
En août 2024, elle remporte à nouveau le Championnat inter-provinces avec le Leinster. Puis, elle est appelée pour préparer le WXV, organisé au Canada. Blessée, elle doit renoncer.

## Palmarès

### En franchise et province
- Vainqueur du Championnat inter-provinces irlandaises en 2023 et 2024
- Vainqueur du Celtic Challenge en 2024.

### En équipe nationale
- Vainqueur du WXV3 en 2023.